# Clermont-Créans
 Clermont-Créans  es una población y comuna francesa, situada en la región de Países del Loira, departamento de Sarthe, en el distrito de La Flèche y cantón de La Flèche.

## Demografía
| 844 | 839 | 779 | 826 | 930 | 1000 |
| Para los censos de 1962 a 1999 la población legal corresponde a la población sin duplicidades (Fuente: INSEE [Consultar]) |     |     |     |     |      |